# 解賓
解賓（1433年—？），字尚敬，直隸高陽縣（今河北省高陽縣）人，明朝政治人物。

## 生平
順天府鄉試第四十六名。成化五年（1469年）乙丑科進士。官吏部稽勳司員外郎。

## 家族
曾祖父解原。祖父解寬。父亲解海。